# Lotta love
Lotta love is een lied dat werd geschreven door Neil Young. In 1978 bracht hij een countryrock-versie uit op zijn album Comes a time. Crazy Horse begeleidde Young op dit album naast dit nummer ook nog in Look out for my love. Hier bestaat die begeleiding uit een akoestische gitaar, basgitaar, piano en drum. Ook verscheen het dat jaar op de B-kant van zijn gelijknamige single Comes a time.
Een maand later bracht Nicolette Larson een versie uit op een single die neigt naar funkmuziek. Het werd haar doorbraak met een hitnotering in de top 10 van de VS en Canada, en verder nog noteringen in Australië en Nieuw-Zeeland.

## Covers
Nicolette Larson bracht het lied na een maand uit op een single en bereikte er haar doorbraak mee.
Van de single verschenen in de loop van de jaren meerdere covers, zoals door Jason Mraz & Shawn Colvin op de muziekvideo A MusiCares tribute to Neil Young en op de B-kant van Why do you let me stay here? (2008) van She & Him.
Daarnaast verscheen het op de volgende albums:  Allison Durbin (Bright eyes, 1979), Dinosaur Jr. (The bridge, 1989), The String Quartet (Rusted moon, 2002), Marti Pellow (Between the covers, 2002), Halie Loren (Heart first, 2011) en Vintage Lounge Orchestra (Chapter II, 2013).

### Nicolette Larson
Nicolette Larson bracht het nummer in 1978 uit op een single. De single piekte op nummer 8 van de Amerikaanse Billboard Hot 100 en op nummer 1 van de Billboard Hot Adult Contemporary Singles. De single bereikte ongeveer dezelfde noteringen in Canada en bereikte verder de hitlijsten van Nieuw-Zeeland en Australië.
Larson werkte in die tijd veel samen met Neil Young. Ze had het nummer al eens van een cassettebandje gehoord in de auto van Young en hem gezegd dat ze het een geweldig nummer vond. Young antwoordde volgens haar toen: You want it? It's yours. Ook zong ze mee op Youngs album Comes a time.
Op de B-kant van de single verscheen Angels rejoiced. Daarnaast plaatste ze het op haar album Nicolette. Een jaar later bracht ze het nummer nogmaals uit op een album met The Doobie Brothers (No nukes, 1979).
Hitlijsten
| Hitlijst                    | notering |
| --------------------------- | -------- |
| VS (Adult Contemporary)     | 1        |
| VS (Billboard Hot 100)      | 8        |
| Canada (Adult Contemporary) | 1        |
| Canada (CHUM)               | 9        |
| Australië                   | 11       |
| Nieuw-Zeeland               | 22       |